# Canoa/kayak ai Giochi della XXXII Olimpiade - K4 500 metri maschile
Le gare di velocità K4 500 metri maschile, di Tokyo 2020 si svolsero alla Sea Forest Waterway dal 6 al 7 agosto 2021.
Alla competizione presero parte 44 atleti (11 barche) di 11 nazioni.

## Regolamento della competizione
La competizione prevede due batterie di qualificazione, un quarto di finale, due semifinali e una finale. I primi due classificati di ogni batteria di qualificazione accedono direttamente alle semifinali, le restanti barche (7) al quarto di finale, dove i primi sei accedono alle semifinali e l'ultima barca viene eliminata. I primi quattro classificati di ogni semifinale accedono alla finale per l'assegnazione delle medaglie.

## Programma
| Data                  | Ora (UTC+9) | Round            |
| --------------------- | ----------- | ---------------- |
| Venerdì 6 agosto 2021 | 10:44       | Batterie         |
| Venerdì 6 agosto 2021 | 12:12       | Quarti di finale |
| Sabato 7 agosto 2021  | 10:26       | Semifinali       |
| Sabato 7 agosto 2021  | 12:55       | Finale           |

## Canoisti per nazione
| Numero | Atleti                                                                     | Nazione     |
| ------ | -------------------------------------------------------------------------- | ----------- |
| 1      | Lachlan Tame - Riley Fitzsimmons - Murray Stewart - Jordan Wood            | Australia   |
| 2      | Uladzislau Litvinau - Dzmitry Natynchyk - Ilya Fedarenka - Mikita Borykau  | Bielorussia |
| 3      | Nicholas Matveev - Mark de Jonge - Pierre-Luc Poulin - Simon McTavish      | Canada      |
| 4      | Yang Xiaoxu - Wang Congkang - Zhang Dong - Bu Tingkai                      | Cina        |
| 5      | Max Rendschmidt - Ronald Rauhe - Tom Liebscher - Max Lemke                 | Germania    |
| 6      | Bence Nádas - Kornél Béke - Kolos Csizmadia - Sándor Tótka                 | Ungheria    |
| 7      | Keiji Mizumoto - Momotarō Matsushita - Yusuke Miyata - Hiroki Fujishima    | Giappone    |
| 8      | Emanuel Silva - João Ribeiro - Messias Baptista - David Varela             | Portogallo  |
| 9      | Artem Kuzakhmetov - Aleksandr Sergeyev - Roman Anoshkin - Maxim Spesivtsev | ROC         |
| 10     | Samuel Baláž - Denis Myšák - Erik Vlček - Adam Botek                       | Slovacchia  |
| 11     | Saúl Craviotto - Marcus Walz - Carlos Arévalo - Rodrigo Germade            | Spagna      |

## Risultati

### Batterie

#### Batteria 1
| Pos. | Paese       | Tempo    | Note |
| ---- | ----------- | -------- | ---- |
| 1    | Germania    | 1:21.890 | SF   |
| 2    | Australia   | 1:22.662 | SF   |
| 3    | Bielorussia | 1:22.896 | QF   |
| 4    | Cina        | 1:24.264 | QF   |
| 5    | Portogallo  | 1:25.515 | QF   |
| 6    | Giappone    | 1:32.295 | QF   |

#### Batteria 2
| Pos. | Paese      | Tempo    | Note  |
| ---- | ---------- | -------- | ----- |
| 1    | Spagna     | 1:21.658 | OB SF |
| 2    | Slovacchia | 1:21.807 | SF    |
| 3    | Canada     | 1:26.824 | QF    |
| 4    | ROC        | 1:30.763 | QF    |
| 5    | Ungheria   | 1:34.274 | QF    |

### Quarto di finale
| Pos. | Paese       | Tempo    | Note |
| ---- | ----------- | -------- | ---- |
| 1    | Ungheria    | 1:23.727 | SF   |
| 2    | Bielorussia | 1:23.848 | SF   |
| 3    | Cina        | 1:24.036 | SF   |
| 4    | Portogallo  | 1:24.325 | SF   |
| 5    | Canada      | 1:24.979 | SF   |
| 6    | ROC         | 1:25.564 | SF   |
| 7    | Giappone    | 1:28.211 |      |

### Semifinali

#### Semifinale 1
| Pos. | Paese       | Tempo    | Note |
| ---- | ----------- | -------- | ---- |
| 1    | Germania    | 1:23.049 | FA   |
| 2    | Slovacchia  | 1:23.799 | FA   |
| 3    | Bielorussia | 1:24.206 | FA   |
| 4    | ROC         | 1:24.340 | FA   |
| 5    | Cina        | 1:24.653 |      |

#### Semifinale 2
| Pos. | Paese      | Tempo    | Note |
| ---- | ---------- | -------- | ---- |
| 1    | Spagna     | 1:24.355 | FA   |
| 2    | Australia  | 1:24.868 | FA   |
| 3    | Ungheria   | 1:24.918 | FA   |
| 4    | Portogallo | 1:25.268 | FA   |
| 5    | Canada     | 1:25.581 |      |

### Finale
| Pos. | Paese       | Tempo    | Note |
| ---- | ----------- | -------- | ---- |
|      | Germania    | 1:22.219 |      |
|      | Spagna      | 1:22.445 |      |
|      | Slovacchia  | 1:23.534 |      |
| 4    | ROC         | 1:23.654 |      |
| 5    | Bielorussia | 1:24.510 |      |
| 6    | Australia   | 1:25.025 |      |
| 7    | Ungheria    | 1:25.068 |      |
| 8    | Portogallo  | 1:25.324 |      |